# Il giorno e la notte (Fred Bongusto)
Il giorno e la notte è il 17° album in studio di Fred Bongusto, pubblicato nel 1977.
Dal disco vengono tratti i singoli Pietra su pietra/Balliamo e Una rotonda sul mare/La foto.

## Tracce

### Lato A
1. Pietra su pietra
2. Sarà per come mi guardi
3. Una rotonda sul mare
4. Fred con fantasia
5. È l'addio

### Lato B
1. Amore pazzo
2. Ancora
3. Erano giorni
4. 'O sole mio
5. In California

### Lato C
1. Balliamo
2. Il giorno e la notte
3. Mi insegnasti tutto
4. Profumo di lei
5. Lei e il mandolino

### Lato D
1. La foto
2. È l'addio
3. Pensione Sole
4. Che serata sbagliata
5. Mi chiamavano Blue Moon